# Длакама, Афонсу
Афонсу Марсета Макашу Длакама (порт. Afonso Marceta Macacho Dhlakama; 1 января 1953, Мангунде, Софала — 3 мая 2018, Горонгоза, Софала) — мозамбикский политик, в 1977—1979 боец и полевой командир, с 1979 — лидер антикоммунистического движения Мозамбикское национальное сопротивление (РЕНАМО). Активный участник гражданской войны в Мозамбике. После окончания гражданской войны — лидер партии РЕНАМО и командир её вооружённых формирований. Пятикратный кандидат в президенты Мозамбика от правой оппозиции. Политически позиционируется как консервативный христианский демократ.

## Лидер вооружённой оппозиции
Родился в семье традиционного деревенского авторитета-старосты. В ранней молодости Афонсу Длакама служил в португальских колониальных войсках. В 1974 году вступил в антиколониальное движение ФРЕЛИМО. Вышел из ФРЕЛИМО в конце того же года, разочаровавшись в марксистской идеологии и коммунистической политике Саморы Машела.
В 24-летнем возрасте вступил в антикоммунистическое Мозамбикское национальное сопротивление (РЕНАМО) и включился в партизанскую войну против правительства ФРЕЛИМО. Командовал одним из отрядов, имел лейтенантское звание в повстанческих формированиях.
После гибели основателя РЕНАМО Андре Матсангаиссы 17 октября 1979 года Длакама возглавил военную структуру движения. 17 апреля 1983 года в Претории при неясных обстоятельствах был убит генеральный секретарь РЕНАМО Орланду Криштина. Его сменил Эво Фернандеш, убитый в Лиссабоне в 1988 году. С этого времени Длакама совместил военное и политическое руководство Мозамбикским национальным сопротивлением.
Под командованием Длакамы вооружённые формирования РЕНАМО смогли взять под контроль значительные территории Мозамбика, особенно на севере страны и в провинции Софала (откуда родом Длакама и Матсангаисса). Эксперты высоко оценивали военные способности Длакамы.
В гражданской войне РЕНАМО пользовалась помощью белого правительства Южной Родезии, режима апартеида ЮАР, президента Малави Хэстингса Банды, консервативных кругов США, Всемирной антикоммунистической лиги. Режим ФРЕЛИМО, со своей стороны, опирался на поддержку СССР, других государств советского блока и отчасти КНР. 15-летняя гражданская война в Мозамбике являлась составной частью глобальной Холодной войны.
В ходе боевых действий с обеих сторон совершались военные преступления. Госдепартамент США, экспертные и правозащитные организации возлагали на участников войны, в том числе Длакаму, ответственность за убийства гражданских лиц, применение пыток, взятие заложников. Особенностью РЕНАМО было широкое вовлечение в свои отряды несовершеннолетних (временами до трети состава).
В апреле 1980 года перестала существовать Южная Родезия. В марте 1984 года президент ЮАР Питер Бота подписал с главой ФРЕЛИМО Саморой Машелом Соглашение Нкомати, предусматривавший прекращение поддержки оппозиционных движений в обеих странах. Это сильно осложнило положение РЕНАМО. Однако к началу 1990-х годов перестройка в СССР и распад советского блока лишили внешний поддержки ФРЕЛИМО. Результатом стало мирное соглашение, подписанное в Риме 4 октября 1992 года Афонсу Длакамой и президентом Мозамбика Жоакимом Чиссано. К тому времени политические реформы в Мозамбике конституировали многопартийную систему. РЕНАМО прекратило вооружённую борьбу и включилось в легальный политический процесс.

## Лидер оппозиционной партии

### Кандидат в президенты
Афонсу Длакама пять раз баллотировался в президенты Мозамбика —  в 1994, в 1999, в 2004, в 2009 и в 2014. Наибольшую поддержку лидер РЕНАМО получил в 1999 году (более 47 % голосов), наименьшую в 2009 году (менее 16,5 %). Избранными президентами во всех случаях становились кандидаты ФРЕЛИМО — Жоаким Чиссано (1994, 1999) и Арманду Гебуза (2004, 2009). Иностранные наблюдатели отмечали, что в политической области Длакама оказался значительно слабее, чем в военной.
23 декабря 2005 года Афонсу Длакама вошёл в состав Государственного совета (консультативный орган при президенте). Во всех составах мозамбикского парламента присутствовали фракции РЕНАМО. Длакаму и его партию поддерживают консервативно и праволиберально настроенные избиратели, убеждённые противники ФРЕЛИМО, население Софалы и северных провинций. По взглядам Афонсу Длакама позиционируется как христианский демократ.
10 июня 2007 года Афонсу Длакама попал в автомобильное ДТП в Мапуту и получил незначительные травмы. Политического характера инцидент не имел.

### «Мятеж низкой интенсивности»
На фоне падения электоральных показателей РЕНАМО в Мозамбике наблюдалось постепенное ужесточение политического режима. Этот процесс связывается с обнаружением в стране газовых месторождений и эволюцией ФРЕЛИМО в направлении типичной «углеводородной диктатуры».
С 2012 стали отмечаться крупные боестолкновения между активистами РЕНАМО и полицией. Руководство РЕНАМО предупредило о намерении воссоздать свои военизированные казармы и тренировочные лагеря. Афонсу Длакама неоднократно заявлял о готовности РЕНАМО возобновить вооружённую борьбу, если правление ФРЕЛИМО вновь примет характер диктатуры.
В течение 2013 правительственные силы и РЕНАМО обменялись несколькими крупными ударами. Эпицентром боёв стали районы Софалы. По данным РЕНАМО, количество погибших исчислялось десятками, правительственные СМИ признавали единичные жертвы. Ответственность стороны возлагали друг на друга, конкретные причины не прояснялись. Бои продолжались в 2014, атаки РЕНАМО на полицию характеризовались как «мятеж низкой интенсивности». Афонсу Длакама и другие военно-политические руководители РЕНАМО скрывались на тайных базах организации в районе Горонгозы.

### Мирное соглашение и выборы 2014
5 сентября 2014 года Афонсу Длакама встретился в Мапуту с президентом Арманду Гебузой. Было подписано соглашение о мирном урегулировании (это стало первым за два года публичным появлением Длакамы). Лидер РЕНАМО выразил надежду, что договор положит конец формированию однопартийного государства.
Президентские и парламентские выборы в Мозамбике состоялись 15 октября 2014, в соответствии с подписанным соглашением. Президентом был избран кандидат ФРЕЛИМО Филипе Ньюси, но Афонсу Длакама получил более 36 % (в 2009 — около 16 %), а парламентская фракция РЕНАМО увеличилась на 38 мандатов и достигла 89 депутатов из 250. Однако РЕНАМО не признало объявленных итогов, что вызвало новый виток противостояния.

### Бой в Тете и признание ответственности (июнь 2015)
Очередное боестолкновение произошло 14 июня 2015 в провинции Тете. По данным РЕНАМО, погибли 45 бойцов правительственной военной полиции.

Не могу скрывать. Я отдал приказ. Я человек мира, но я боролся за демократию и буду продолжать борьбу. Не хочу отпугивать наших и иностранных инвесторов, не хочу ввергать общественность в панику. Но я устал от игр ФРЕЛИМО.

Афонсу Длакама.

Всего за 2015—2016 в участившихся столкновениях между ФРЕЛИМО и РЕНАМО погибли сотни людей. По словам Афонсу Длакамы, против него лично предпринимались попытки убийства (через отравление источника питьевой воды либо установку противопехотной мины).

### Новое перемирие
24 декабря 2016 года РЕНАМО в одностороннем порядке объявило о приостановлении боевых действий, дабы «позволить народу спокойно отметить праздники». 3 марта 2017 года Афонсу Длакама заявил о продлении перемирия на 60 дней и готовности к продолжению переговоров. При этом он назвал «братом» президента Филипе Ньюси.
В феврале 2018 года на переговорах Длакамы с Ньюси в Горонгозе (территория, контролируемая РЕНАМО) был в принципе согласован план конституционной реформы — Пакт децентрализации — расширяющий права местного самоуправления в Мозамбике.

## Семья и личность
Афонсу Длакама был женат, имел восьмерых детей. Его жена Розария Ксавье Мбириаквира Длакама — функционер партии РЕНАМО.
В 2015 году Афонсу Длакама высказался в том плане, что со временем РЕНАМО может возглавить женщина. При этом он не уточнил, о ком именно идёт речь.
В 2010 году в доме Длакама отмечался семейный скандал — Розария Мбириаквира обвинила мужа в отказе выплачивать средства на содержание детей, которые, по её словам, терпят лишения в Португалии. Получить комментарии у Афонсу Длакамы журналистам не удалось, поскольку он выключил мобильный телефон.
В 1994 году Афонсу Длакама встретился с Нельсоном Манделой, который находился тогда с визитом в Мозамбике. Мандела констатировал дружелюбие и мирный настрой Длакамы. Он также отметил, что Длакама скорее напоминал «начинающего банкира, нежели повстанческого командира».
По характеру Афонсу Длакама имел репутацию несколько эксцентричной личности. Склонен был высказываться о себе в третьем лице.

## Смерть
Афонсу Длакама скончался в районе Горонгозы на базе вооружённых формирований РЕНАМО в возрасте 65 лет.

Мы потеряли нашего отца и учителя, человека, который был светом для большинства мозамбикцев.

Мануэл Бисопу, генеральный секретарь РЕНАМО

С заявлением по этому поводу выступил президент Ньюси. Он выразил сожаление в связи с тем, что Длакаме не успели оказать действенную медицинскую помощь и призвал продолжать процесс национального примирения.
Похоронен Афонсу Длакама 10 мая 2018 в своём родном селе Мангунде (дистрикт Чибабава провинции Софала). Церемония похорон имела государственный статус и проходила с участием президента Филипе Ньюси.
Преемником Афонсу Длакамы во главе РЕНАМО стал — в качестве временного координатора — начальник партийного департамента обороны и безопасности Осуфо Момад, заявивший о намерении следовать путём предшественника.